# Andrena cragini
Andrena cragini là một loài Hymenoptera trong họ Andrenidae. Loài này được Cockerell mô tả khoa học năm 1899.

## Hình ảnh

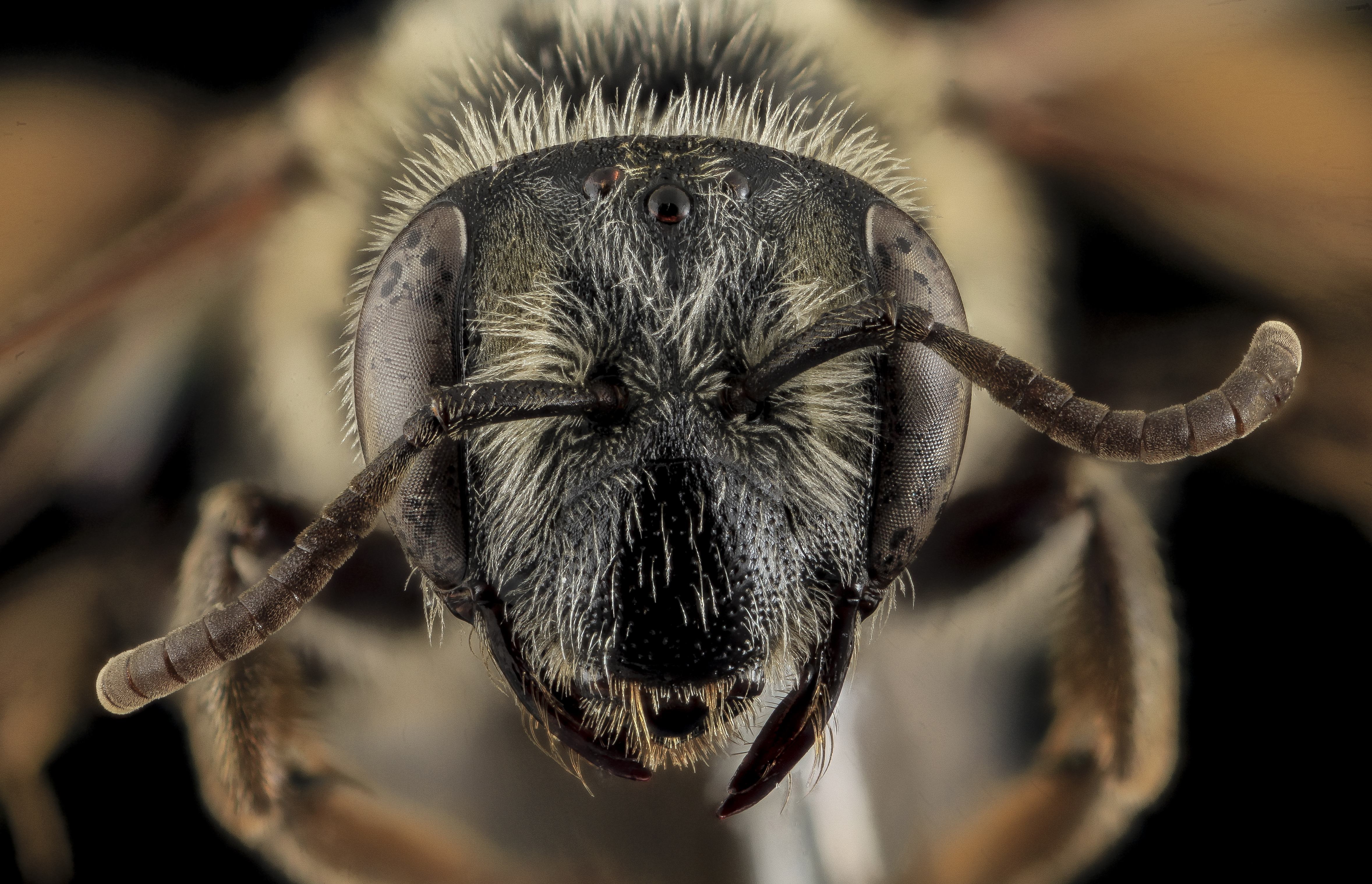
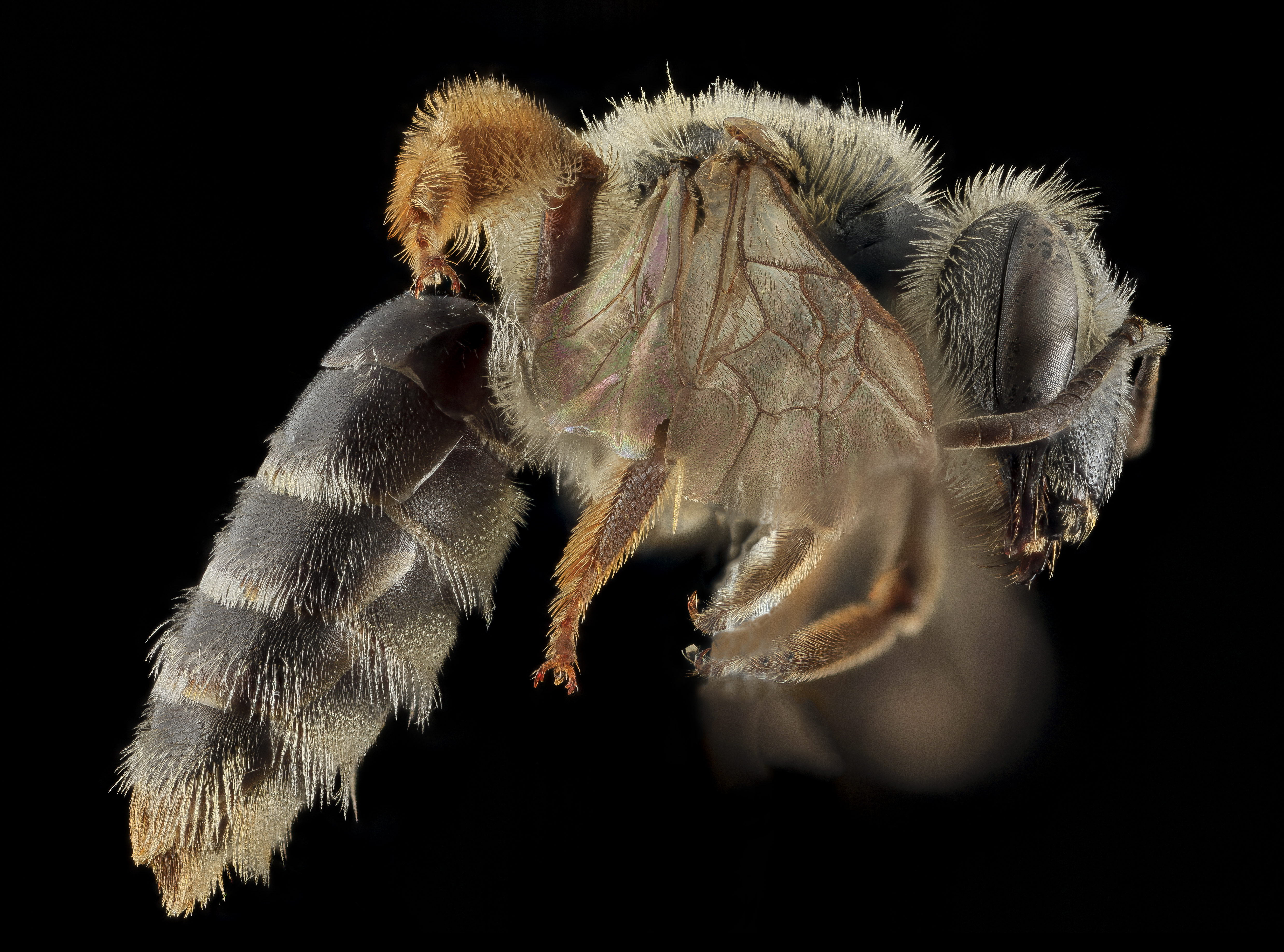
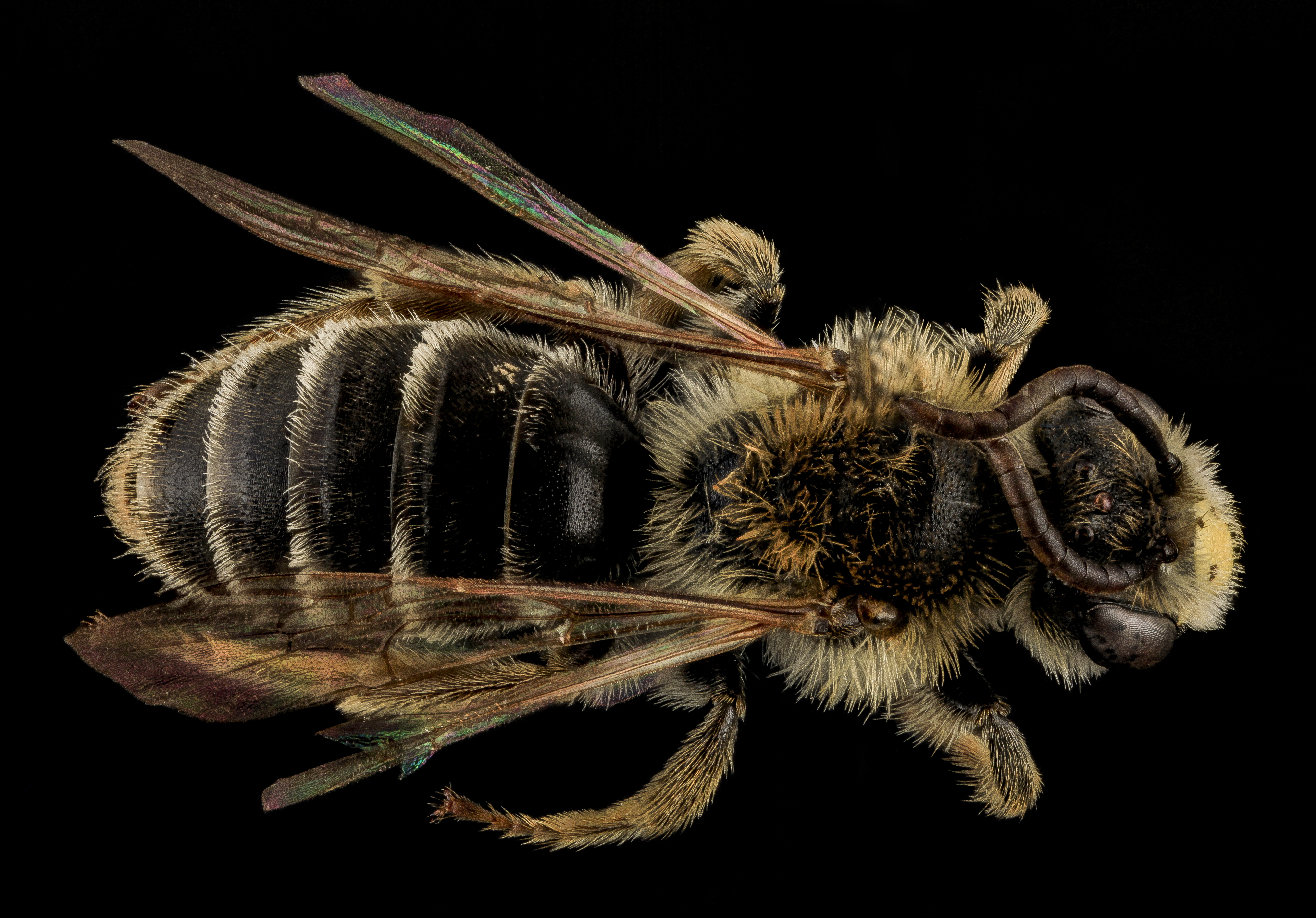
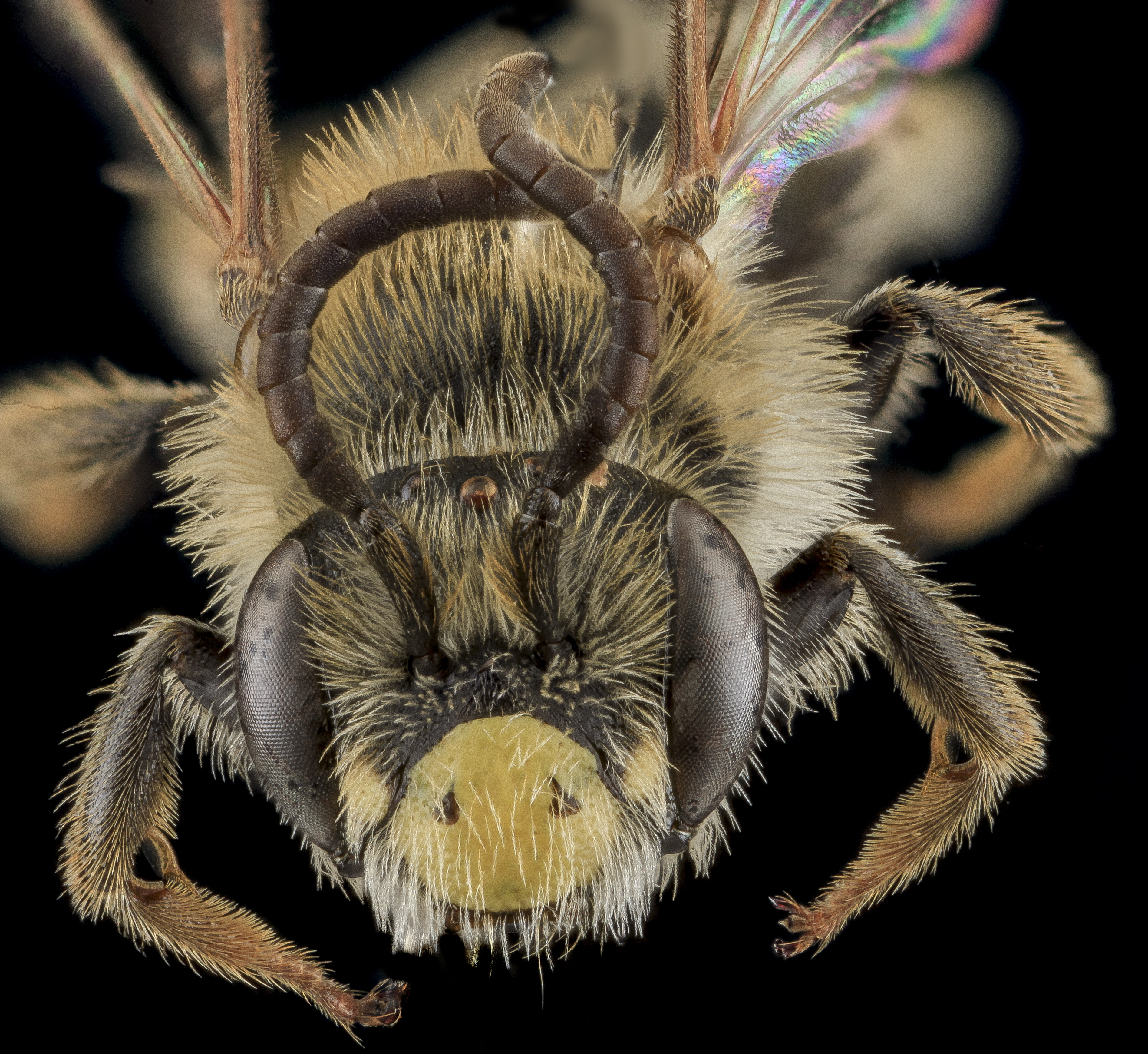